# Episódio piloto
Um piloto de televisão (também conhecido como piloto ou episódio piloto e às vezes comercializado como tele-filme) é um episódio independente de uma série de televisão usada para vender o programa a uma rede de televisão. No momento de sua criação, o piloto deve ser o campo de testes para avaliar se uma série será bem-sucedida. É, portanto, um episódio de teste para a série de televisão pretendida, um passo inicial no desenvolvimento da série, assim como os estudos piloto servem como precursores do início de uma atividade maior.
No caso de uma série de televisão bem-sucedida, o piloto geralmente é o primeiro episódio que é exibido em uma série específica com seu próprio nome; o episódio que tira a série "do chão". Um "piloto de retorno" é um episódio de uma série de sucesso existente, apresentando futuros personagens de uma série ou filme de televisão em ascensão. Seu objetivo é apresentar os personagens a um público antes que os criadores decidam se pretendem ou não prosseguir uma série de spin-off com esses personagens.
As redes de televisão usam pilotos para determinar se um conceito divertido pode ser realizado com sucesso e se a despesa de episódios adicionais é justificada. É melhor pensar em um piloto como um protótipo do programa a seguir, porque os elementos geralmente mudam de piloto para série. A variedade estima que apenas um pouco mais de um quarto de todos os pilotos feitos para a televisão americana avança para o estágio da série. A maioria dos pilotos nunca é exibida publicamente se não vender uma série.